# ASIC1
ASIC1‏ (Acid sensing ion channel subunit 1) هوَ بروتين يُشَفر بواسطة جين ASIC1 في الإنسان.